# 科梅西纽
科梅西纽是巴西米纳斯吉拉斯州的一个市镇。总面积656.563平方公里，总人口8720人，人口密度13.3人/平方公里。